# Katyń (phim)
Katyń (phát âm tiếng Ba Lan: [ˈkatɨɲ]) là một cuốn phim của Ba Lan thực hiện năm 2007 về vụ thảm sát Katyn năm 1940, do Andrzej Wajda, người đoạt giải Academy Honorary Award, đạo diễn. Phim dựa theo cuốn sách Post Mortem: The Story of Katyn (Khám nghiệm sau khi chết: Câu chuyện của Katyn) của Andrzej Mularczyk và được đề cử giải Phim nước ngoài hay nhất cho Giải Oscar lần thứ 80.

## Bối cảnh

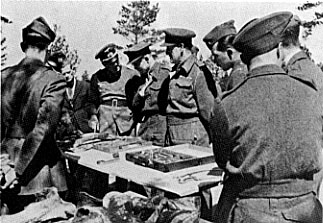
Sĩ quan Đức trình bày những phát hiện của họ về Katyncho các sĩ quan đồng minh bị bắt 1943.

Vụ thảm sát Katyn, còn gọi là zbrodnia katyńska ('tội ác Katyń'), là một cuộc hành quyết tập thể các tù binh chiến tranh và công dân Ba Lan tù binh theo lệnh các nhà chức trách Xô Viết vào năm 1940. Ước tính được chấp nhận rộng rãi nhất về số người chết là khoảng 22.000 người. Các nạn nhân bị giết chết trong rừng Katyn, Kalinin (Tver) và các nhà tù Kharkiv, và những nơi khác. Khoảng 8.000 người là các sĩ quan bị bắt giam trong cuộc xâm lược của Liên Xô ở Ba Lan vào năm 1939, còn lại là người Ba Lan bị bắt vì bị cáo buộc là "tình báo, cảnh sát, điệp viên, kẻ phá hoại, chủ đất, chủ nhà máy, luật sư, linh mục và quan chức". Cha của đạo diễn Andrzej Wajda cũng bị sát hại trong thảm sát này.

## Tranh cãi
2010, đài truyền hình nhà nước Nga đã phát sóng cuốn phim "Katyn". Nikolai Svanidze, một nhà sử học đã viết tiểu sử của Tổng thống Nga Dmitry Medvedev, ca ngợi phim "không ngờ là gây ấn tượng mạnh". Báo chí Ba Lan hoan nghênh cuộc phát sống này
như một dấu hiệu của một "bước ngoặt" trong quan hệ Ba Lan - Nga.